# Kumu-Honua
En la mitología hawaiana, Kumu-Honua ("primero en la Tierra") es el primer hombre. Se casó con Lalo-Honua, a la pareja, Kāne le dio un jardín y se les prohibía comer una fruta. Esta historia puede estar, en su totalidad o en parte cristianizada. 